# Банко де Бразилия
Вижте пояснителната страница за други значения на Банка на Бразилия.
Банко де Бразилия С.А. или Банка на Бразилия С.А. (на португалски: (BRB) Banco de Brasília S.A.) е бразилска банка със седалище в град Бразилия. Представлява акционерно дружество, чийто мажоритарен собственик е правителството на Федералния окръг.
Банката на Бразилия е създадена със закон на 10 декември 1964 г. и получава лиценз за дейност от Централната банка на Бразилия на 12 юли 1966 г. Първоначално името на банката е Регионална банка на Бразилия С.А. (Banco Regional de Brasília S.A. - BRB). Идеята на създаването ѝ е банката да бъде финансов агент на Федералния окръг, който да генерира средства за развитието на региона. През 1986 г. Банката променя името си на Банко де Бразилия С.А., запазвайки единствено първоначалната си абревиатура BRB.
Банко де Бразилия предлага широк кръг от банкови продукти и услуги като депозити, кредитни карти, инвестиционно посредничество, застраховки, кредити и т.н. Банката обслужва както корпоративни клиенти, така и физически лица. Оперира посредством 100 банкови клона и 689 банкомата във Федералния окръг, щатите Сао Пауло, Рио де Жанейро и Гояс.